# Informatie-infrastructuur
Het begrip informatie-infrastructuur is een term die binnen de keteninformatisering gebruikt wordt. Infrastructuur voor elektronisch vastgelegde gegevens wordt informatie-infrastructuur genoemd. Het is een containerbegrip voor verschillende algemeen bruikbare, permanent beschikbare basisvoorzieningen in een bedrijfsketen voor verwerking, opslag en transport van gegevens die gemeenschappelijk worden gebruikt door de samenwerkende organisaties in die keten. Het gaat dan over zowel technische faciliteiten, keteninformatiesystemen, gegevens en kennis en regelingen (Grijpink, 1999).
Het tot stand brengen van een informatie-infrastructuur is moeilijk. Dit komt doordat organisaties zelf hun eigen gegevens beheren, waardoor gemeenschappelijke databanken tussen organisaties maar zelden mogelijk zijn. Zelfs in gevallen waarin het lukt, blijft telkens de discussie aanwezig over eigendom van gegevens, bevoegdheden en beheerstaken. Het ontbreken van formeel en eenduidig gezag is de belangrijkste factor.